# Linglestown, Pennsylvania
Linglestown, Pennsylvania (енгл. Linglestown) насељено је место без административног статуса у америчкој савезној држави Пенсилванија.

## Демографија
По попису из 2010. године број становника је 6.334, што је 80 (-1,2%) становника мање него 2000. године.
| Група             | 2000.         | 2010.         |
| Белци             | 6.065 (94,6%) | 5.672 (89,5%) |
| Афроамериканци    | 136 (2,1%)    | 266 (4,2%)    |
| Азијати           | 105 (1,6%)    | 129 (2,0%)    |
| Хиспаноамериканци | 67 (1,0%)     | 156 (2,5%)    |
| Укупно            | 6.414         | 6.334         |